# Wyniesienie mazursko-suwalskie
Wyniesienie mazurskie, wyniesienie mazursko-suwalskie – jednostka cokołu krystalicznego platformy wschodnioeuropejskiej w północno-wschodniej części Polski i na Białorusi.
Jest wydłużone o osi zbliżonej do kierunku zachód–wschód. Powierzchnia stropowa krystaliniku podnosi się stopniowo w kierunku wschodnim. Pokrywę tworzą osady jury, kredy, trzeciorzędu i czwartorzędu, na skłonach wyniesienia – także osady triasu; na dźwigniętych partiach podłoża grubość pokrywy osadowej wynosi ok. 350 m, w miarę zanurzania się podłoża jej grubość wzrasta do 2000 m i więcej.
Granice wyniesienia z obniżeniami nadbałtyckim i podlaskim przyjęto umownie wzdłuż linii zasięgu skał osadowych ediakaru i kambru. Od ediakaru obszar wyniesienia cechowały bardzo powolne ruchy wznoszące o charakterze izostatycznym, lub spowodowane ruchami eustatycznymi oceanu. Ich skutkiem były okresowe wynurzenia skał cokołu nad poziom morza. Na północ i południe od wyniesienia mazurskiego w starszym paleozoiku powstały depresje, w których sedymentowały skały osadowe.